# Herpestes urva
La mangosta cangrejera (Herpestes urva) es una especie de mamífero carnívoro de la familia Herpestidae.

## Distribución
Habita al noreste de la India, Nepal, Birmania, sur de China, y en el sudeste de Asia, incluyendo Vietnam, Malasia, Taiwán, Laos y Tailandia.

## Descripción
Tiene una coloración gris, con una franja blanca y ancha sobre el cuello, extendiéndose de las mejillas hasta el pecho. Su garganta es gris acerado con la punta de los pelos de color blanco, lo cual le da un aspecto de sal y pimienta. Sus miembros posteriores poseen plantas peludas. Su cola es corta y coloreada en forma homogénea. 

## Dieta
A pesar de su nombre común, su dieta usual no solo se compone de cangrejos, sino de cualquier cosa que pueda capturar, incluyendo peces, caracoles, ranas. roedores, aves, reptiles e insectos. 
Tiene hábitos nocturnos, son excelentes nadadores y pasan la mayor parte de su tiempo cerca a masas de agua o terrenos húmedos.